# Escala de Batchelor
En dinámica de fluidos y molecular, la escala de Batchelor, determinada por George Batchelor (1959), describe el tamaño de una gota de fluido que se difundirá al mismo tiempo que la energía de un remolino de tamaño η tarda en disiparse. La escala Batchelor se puede determinar mediante:
{\displaystyle \lambda _{B}=\left({\frac {\eta }{Sc^{1/2}}}\right)=\left({\frac {\nu {}D^{2}}{\epsilon }}\right)^{\frac {1}{4}}}
donde: 
- Sc es el número de Schmidt.
- ν es la viscosidad cinemática.
- D es la difusividad másica.
- ε es la velocidad de disipación de la energía cinética turbulenta por unidad de masa.

Similar a las microescala de Kolmogorov, que describen las escalas más pequeñas de turbulencia antes de que domine la viscosidad; la escala de Batchelor describe las escalas de longitudes más pequeñas de las fluctuaciones en la concentración escalar que pueden existir antes de ser dominadas por la difusión molecular. Es importante tener en cuenta que para Sc>1, que es común en muchos flujos de líquidos, la escala de Batchelor es pequeña en comparación con las microescala de Kolmogorov. Esto significa que el transporte escalar se produce en escalas más pequeñas que el tamaño de remolino más pequeño. 